# Hans Carl von Werthern

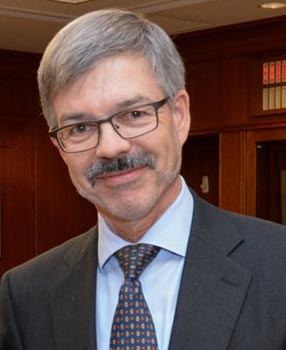
Hans Carl von Werthern (2016)

Hans Carl Freiherr von Werthern (* 4. August 1953 in Büdesheim) ist ein deutscher Diplomat im Ruhestand. Zuletzt war er von 2014 bis 2019 Botschafter in Japan.

## Leben
Von Werthern leistete nach dem Abitur 1971 und dem Abschluss an der St. Albans School, einer High School in Washington, D.C., zwischen 1973 und 1975 Wehrdienst bei der Bundeswehr. Ein darauf folgendes Studium der Volkswirtschaftslehre an der Johannes Gutenberg-Universität Mainz schloss er 1979 als Diplom-Volkswirt ab und war danach zwischen 1979 und 1984 Wissenschaftlicher Mitarbeiter an der Johannes Gutenberg-Universität Mainz.
Er begann 1984 den Vorbereitungsdienst für den höheren Auswärtigen Dienst, 1985 erfolgte seine Promotion an der Johannes Gutenberg-Universität mit einer Dissertation zum Thema Unternehmensverfassungsrecht und Stiftung : ordnungspolitische Gesichtspunkte einer Neuregelung unter besonderer Berücksichtigung des Stiftungsunternehmens. Nach Abschluss des Vorbereitungsdienstes trat er 1986 in das Auswärtige Amt ein. Nachdem er seine Attachéausbildung abgeschlossen hatte, war er zwischen 1986 und 1987 Mitarbeiter am Institut für Friedensforschung und Sicherheitspolitik an der Universität Hamburg (IFSH) und anschließend Mitarbeiter an der Botschaft in Vietnam sowie danach von 1990 bis 1992 Mitarbeiter der Ständigen Vertretung bei der NATO in Brüssel.
Daraufhin fungierte von Werthern zwischen 1992 und 1994 als stellvertretender Ausbildungsleiter für den Höheren Dienst im Auswärtigen Amt in Bonn und war danach Mitarbeiter an der Botschaft in Paraguay, ehe er von 1997 bis 2000 stellvertretender Leiter des Referats für Westeuropa in der Zentrale des Auswärtigen Amtes in Bonn und zuletzt Berlin war. Nachdem er von 2000 bis 2002 Referent für Europapolitik der FDP-Fraktion im Deutschen Bundestag war, absolvierte er 2003 einen Lehrgang am Royal College of Defence Studies (RCDS) sowie ein Studium in Fach Internationale Beziehungen am King’s College London, das er mit einem Magister beendete.
Danach war von Werthern zwischen 2004 und 2005 Leiter des Arbeitsstabes „Deutschland in Japan 2005/2006“ im Auswärtigen Amt sowie von 2005 bis 2007 Referatsleiter für Ostasien im Auswärtigen Amt. Anschließend fungierte er zwischen 2007 und 2010 als Gesandter an der Botschaft Peking in der Volksrepublik China sowie von 2010 bis 2011 als Beauftragter für Personal im Auswärtigen Amt, ehe er zwischen 2011 und 2014 Leiter der Zentralabteilung im Auswärtigen Amt in Berlin war.
Im März 2014 wurde von Werthern Botschafter in Japan und damit Nachfolger von Volker Stanzel, der im Oktober 2013 in den Ruhestand getreten war. Mitte 2019 ging von Werthern in Ruhestand und übergab die Leitung der Botschaft in Japan an Ina Lepel.

## Veröffentlichungen
- Unternehmensverfassungsrecht und Stiftung : ordnungspolitische Gesichtspunkte einer Neuregelung unter besonderer Berücksichtigung des Stiftungsunternehmens, Dissertation Universität Mainz, 1986, ISBN 3-7890-1206-8
- Die Aussenpolitik neutraler Staaten in Europa und ihr Beitrag zur Entspannung, 1987